# Битва при Штокахе (1799)
Первая битва при Штокахе (фр. Bataille de Stockach) — одно из первых сражений Войны второй коалиции, произошедшая 25 марта 1799 года. Эрцгерцог Карл отбросил французскую армию генерала Журдана, которая, потерпев поражение, отступили обратно за Рейн.
После того как была создана Вторая коалиция и русская армия двинулась через Австрию к итальянскому театру военных действий, Франция расценила это как нарушение Кампо-Формийского мира, и 1 марта 1799 года без объявления войны французские войска пересекли Рейн и вошли на территорию Германии. 
Проиграв битву при Острахе, французские войска отступили через Пфуллендорф на линию Зинген — Энген — Туттлинген, австрийские войска последовали за ними. 24 марта произошли стычки на обоих флангах. В то время как Мервельдт смог вытеснить дивизию Сен-Сира из Нойхаузен-об-Эк и Липтингена, Шварценберг столкнулся с Ферино между Зингеном и Радольфцеллем, удерживая свои позиции в лесистой местности. Вечером 24 марта передовой отряд австрийских войск находился на рубеже Штейслинген — Эйгельтинген — Липтинген.
Эрцгерцог Карл хотел решительного сражения, но не решался атаковать напрямую, так как не знал точно, где какие вражеские соединения находятся. Поэтому он приказал медленно продвигаться по всем направлениям к 25 марта, чтобы прояснить ситуацию, хотя он развернул только авангард. Журдан намеревался компенсировать недостаток войск внезапной атакой.
Генерал Мервельдт начал свое наступление на правом крыле к Эммингену, откуда он первоначально смог изгнать французов. Он слишком поздно понял, что на Липтинген идут части трех французских дивизий. Он хотел организованно отойти, но отход вылился в беспорядочное бегство из-за стремительной атаки французов.
Науендорф продвинулся со своими войсками из Эйгельтингена через Аах в направлении Энгена. Он столкнулся с частями дивизии Сен-Сира, и когда они были усилены дивизией Суама, он был вынужден отступить к Эйгельтингену. На юге части Шварценберга столкнулись с частями Ферино. Однако австрийцы смогли остановить французов перед Нелленбургом и Штоккахом.
Журдан считал, что бегущие соединения Мерфельда были основной австрийской армией, и хотел заблокировать их отступление, чтобы добиться полной победы. Для этого он приказал Сен-Сиру отправиться в Пфуллендорф. Таким образом, ослабленный, он затем двинулся против формирований Петраша и Фюрстенберга, которые были усилены войсками, переброшенными из района Штоккаха под командованием Коловрата. В районе Липтингена в конечном счете разгорелся бой между австрийскими кирасирскими полками фон Риша и французской кавалерией. 
В ту же ночь Сен-Сиру удалось переправиться через Дунай у Лаиза и, таким образом, не быть отрезанным от своей основной армии. Рано утром 26 марта Ферино предпринял атаку у Валвиса. В последующие дни Журдан отошел в сторону Шварцвальда, перейдя который французы 5 апреля форсировали Рейн и вернулись во Францию.